# Cratere Bunin
Bunin è un cratere sulla superficie di Mercurio.